# Best Thing I Never Had
Best Thing I Never Had (Engl. für Das Beste, das ich nie hatte) ist ein Song der US-amerikanischen R&B-Sängerin Beyoncé Knowles. Das Stück wurde in den USA am 1. und in Europa am 9. Juni 2011 als zweite Single des Albums 4 ausgekoppelt. Auf Grund der bescheidenen Charterfolge von Run the World (Girls) in den Vereinigten Staaten und Europa wurde dieser in Deutschland und Österreich nicht veröffentlicht. Somit war Best Thing I Never Had in diesen beiden Ländern die erste Single-Veröffentlichung von Knowles Album 4. Der Song erreichte Platz 16 der Billboard Hot 100 und Platz 3 der britischen Singlecharts.

## Hintergrund
Knowles und Patrick J. Que Smith schrieben Best Thing I Never Had in Zusammenarbeit mit den Produzenten Babyface, Smbolyc One, Antonio Dixon, Shea Taylor und Caleb McCampbell. Laut Smith ist Best Thing I Never Had eine Ballade, die ursprünglich nicht in dieser Form geschrieben worden war. Frühere Demoaufnahmen klangen wie Hip-Hop aus den späten 1980ern. Die Hauptinspiration für den Song war das Trommeln in Doug E. Freshs The Show. Nach Hören von Demoaufnahmen veränderte Babyface den Song, in dem er einige Melodien hinzufügte und den Text etwas veränderte. Knowles Gesang wurde in den KMA Studios in New York City aufgenommen. Als Knowles den Song hörte, war sie nach kleineren Modifizierungen begeistert und nahm den Song mit zwei weiteren Liedern auf.

## Musikalisches und Inhalt
Best Thing I Never Had ist eine Midtempo Pop- und R&B-Ballade mit Gospelelementen. Der Song ist im 4/4-Takt und in G♭-Dur geschrieben und besitzt 100 Schläge pro Minute. Das Intro hat die Akkordfolge G♭–C♭–E♭m–D♭, während die Strophen der Akkordfolge E♭m–G♭4–G♭–E♭m–D♭6–G♭4–G♭ folgen. Die Instrumentation beinhaltet ein Klavier, große Trommeln sowie Streichinstrumente.
Der Text des Liedes handelt vom Zusammenbruch der Beziehung zwischen der Protagonistin und ihrem Geliebten, der sie betrogen hat. Der Song handelt auch von Rache, bereits in der ersten Zeile singt Knowles „What goes around comes back around“ (etwa „Wer Wind sät, wird Sturm ernten“). Weiterhin singt sie über ihren Ex-Freund, der die Möglichkeit, eine glückliche Beziehung zu haben, nicht erkannte, bis die Beziehung zerbrach, und dass sie glücklich sei, keinen Liebeskummer zu haben. Der Song endet mit der Zeile „I bet it sucks to be you right now“ (etwa „Ich wette, es ist jetzt gerade ziemlich blöd, du zu sein.“).

## Rezeption

### Kritiken
Best Thing I Never Had wurde von Kritikern, die Knowles Gesang, die Ehrlichkeit des Textes sowie die Radiotauglichkeit lobten, überwiegend positiv aufgenommen. Gerrick D. Kennedy von der Los Angeles Times bemerkte Ähnlichkeiten zwischen Best thing I Never Had und Knowles früheren Singles Irreplaceable und If I Were a Boy und schloss daraus, das Knowles weiß, wie man stilvoll mit einem Mann Schluss macht (engl. „[she] certainly knows how to dump a man in style“). Matthew Perpetua von dem Magazin Rolling Stone schrieb, dass Best Thing I Never Had Irreplaceable Part. 2 sein könnte und dass Knowles Stimme Tiefe in den Song bringt. Rich Juzwiak von The Village Voice merkte an, dass der Song kein Meilenstein wie Irreplaceable sei, jedoch auch nicht so düster. Weiterhin lobte er den Optimismus im Songtext. Die Redaktion von Entertainment Weekly lobte den Titel der „Beyoncé helfen wird, den Misserfolg der ersten Single zu vergessen und das Album zu ihrem nächsten Platin-Album zu machen“. Jessica Sinclair von Long Island Press stellte fest, dass sich Best Thing I Never Had von Knowles vorheriger Single Run the World (Girls) unterscheidet und dass der Song eine Seite von Knowles zeige, die der Zuhörer nur selten zu sehen bekomme.
Best Thing I Never Had erhielt auch negative Kritiken. David Amidon von PopMastert schrieb, dass Zeilen wie „showed your ass“ und „it must suck to be you“ Beispiele für den schwachen Text des Songs seien. Er folgerte, dass sich die Hörer fragten, wie so ein schwacher Text mit solcher Ernsthaftigkeit gesungen werden könne. Alex Petridis von The Guardian schrieb, dass das Interessanteste an Best Thing I Never Had das seltsame Bild sei, das durch den Refraintext hervorgerufen würde, und dass alles in Ordnung schien, bis der ehemalige Geliebte „seinen Arsch“ zeige (im Original: „the protagonist’s former amorata 'showed your ass'“). Ebenfalls eine negative Kritik kam von Al Shipley von The Village Voice, welcher schrieb, dass Best Thing I Never Had und Party zu den schlechtesten und unrepräsentativen Liedern des Albums gehören.

### Preise
Best Thing I Never Had war in der Kategorie 'Record of the Year' bei den Soul Train Music Awards 2011 und in der Kategorie 'Outstanding Song' der NAACP Image Awards 2011 nominiert, konnte jedoch in beiden Kategorien nicht gewinnen. Bei den ASCAP Rhythm & Soul Awards 2012 konnte Best Thing I Never Had ein Preis in der Kategorie 'R&B/Hip-Hop Song' gewinnen.

## Kommerzieller Erfolg

### Chartplatzierungen
Best Thing I Never Had stieg am 18. Juni 2011 auf Platz 84 der US-Charts Billboard Hot 100 ein. Am 13. August 2011 konnte der Song mit Platz 16 die höchste Position in diesen Charts erreichen. Vor der offiziellen Veröffentlichung von Best Thing I Never Had im Vereinigten Königreich konnte der Song bereits auf Platz 3 der britischen Singlecharts einsteigen. Alan Jones von Musik Week schrieb den hohen Verkaufszahlen Knowles Auftritt auf dem Glastonbury Festival 2011 zu. Es wurde Knowles 16. Top-10 Hit als Solokünstlerin und ihre höchste Chartplatzierung seit If I Were a Boy in den britischen Singlecharts. In den deutschen Singlecharts stieg der Song am 12. August 2011 ein und konnte bis auf Platz 29 vordringen. Auch in Österreich und in der Schweiz blieb dem Song eine Top-20-Platzierung verwehrt.
| ChartsChartplatzierungen       | Höchstplatzierung | Wochen |
| ------------------------------ | ----------------- | ------ |
| Deutschland (GfK)              | 29 (14 Wo.)       | 14     |
| Österreich (Ö3)                | 39 (12 Wo.)       | 12     |
| Schweiz (IFPI)                 | 35 (18 Wo.)       | 18     |
| Vereinigte Staaten (Billboard) | 16 (20 Wo.)       | 20     |
| Vereinigtes Königreich (OCC)   | 3 (27 Wo.)        | 27     |

| ChartsJahrescharts (2011)      | Platzierung |
| ------------------------------ | ----------- |
| Vereinigte Staaten (Billboard) | 86          |
| Vereinigtes Königreich (OCC)   | 34          |

### Auszeichnungen für Musikverkäufe
Für über vier Millionen verkaufte Einheiten wurde Knowles von der Recording Industry Association of America mit Vierfach-Platin ausgezeichnet.
| Land/Region                  | Auszeichnungen für Musikverkäufe (Land/Region, Auszeichnung, Verkäufe) | Verkäufe  |
| ---------------------------- | ---------------------------------------------------------------------- | --------- |
| Australien (ARIA)            | 4× Platin                                                              | 280.000   |
| Brasilien (PMB)              | Diamant                                                                | 250.000   |
| Dänemark (IFPI)              | Platin                                                                 | 90.000    |
| Deutschland (BVMI)           | Gold                                                                   | 150.000   |
| Kanada (MC)                  | Platin                                                                 | 80.000    |
| Neuseeland (RMNZ)            | 2× Platin                                                              | 60.000    |
| Schweden (IFPI)              | Platin                                                                 | 40.000    |
| Vereinigte Staaten (RIAA)    | 4× Platin                                                              | 4.000.000 |
| Vereinigtes Königreich (BPI) | 2× Platin                                                              | 1.200.000 |
| Insgesamt                    | 5× Gold · 15× Platin · 1× Diamant ·                                    | 6.150.000 |

Hauptartikel: Beyoncé/Auszeichnungen für Musikverkäufe